# Lãnh thổ tự trị Ceylon
Lãnh thổ tự trị Ceylon (Tiếng Anh: Dominion of Ceylon) là một quốc gia độc lập trong Khối Thịnh vượng chung Anh, nằm dưới quyền trị vì của quân chủ Anh như các lãnh thổ tự trị khác của Anh. Năm 1948, Thuộc địa Ceylon của Anh được trao độc lập với tên gọi là Ceylon. Năm 1972, Nhà nước này trở thành một nước Cộng hòa trong Khối thịnh vượng chung Anh, và tên của nó được đổi thành Sri Lanka.

## Lịch sử
Sau Chiến tranh thế giới thứ hai, áp lực công chúng đòi độc lập tăng lên. Thuộc địa Ceylon do Anh cai trị giành được độc lập vào ngày 4 tháng 2 năm 1948, với hiến pháp sửa đổi có hiệu lực cùng ngày. Nền độc lập được trao theo Đạo luật Độc lập Ceylon năm 1947. Các hiệp ước quân sự với Vương quốc Anh bảo tồn nguyên vẹn các căn cứ không quân và hải quân của Anh trong nước; Các sĩ quan Anh cũng tiếp tục chiếm hầu hết các cấp bậc cao nhất của Quân đội Ceylon. D. S. Senanayake trở thành thủ tướng đầu tiên của Ceylon. Sau đó vào năm 1948, khi Ceylon nộp đơn xin gia nhập Liên hợp quốc, Liên Xô đã phủ quyết đơn này. Điều này một phần là do Liên Xô tin rằng Ceylon chỉ độc lập trên danh nghĩa, và người Anh vẫn thực hiện quyền kiểm soát đối với nó bởi vì giới thượng lưu da trắng, có học thức nắm quyền kiểm soát chính phủ.  Năm 1949, với sự nhất trí của các nhà lãnh đạo người Tamil Sri Lanka, chính phủ UNP đã tước quyền công nhân của các công nhân đồn điền người Tamil Ấn Độ. Năm 1950, Ceylon trở thành một trong những thành viên ban đầu của Kế hoạch Colombo, và vẫn là một thành viên như Sri Lanka.
Don Senanayake qua đời năm 1952 sau một cơn đột quỵ và ông được kế vị bởi con trai mình là Dudley. Tuy nhiên, vào năm 1953 - sau một cuộc tổng đình công lớn hoặc Hartal của các đảng cánh tả chống lại UNP - Dudley Senanayake đã từ chức. Theo sau ông là Tướng John Kotelawala, một chính trị gia cấp cao và chỉ huy quân sự, đồng thời là chú của Dudley. Kotelawala không có uy tín cá nhân hay sự nhạy bén chính trị như D. S. Senanayake. Ông đã đưa ra vấn đề về ngôn ngữ quốc gia mà D. S. Senanayake đã đình chỉ. Elizabeth II, Nữ vương của Ceylon, đã đến thăm hòn đảo này vào năm 1954 từ ngày 10 đến ngày 21 tháng 4 (Bà cũng đã đến thăm vào năm 1981 từ ngày 21 đến ngày 25 tháng 10 sau khi đất nước này trở thành một nước cộng hòa.).
Năm 1956, UNP bị đánh bại trong cuộc bầu cử bởi Mahajana Eksath Peramuna, bao gồm Đảng Tự do Sri Lanka (SLFP) do S. W. R. D. Bandaranaike lãnh đạo và Đảng Viplavakari Lanka Sama Samaja của Philip Gunawardena. Bandaranaike là một chính trị gia đã thúc đẩy vận động hành lang theo chủ nghĩa dân tộc Sinhalese từ những năm 1930. Ông ấy đã thay thế tiếng Anh bằng tiếng Sinhala làm ngôn ngữ chính thức. Ông là người phát ngôn chính của người Sinhala, người đã cố gắng chống lại nền chính trị cộng đồng do G. G. Ponnambalam tung ra. Dự luật này được gọi là Đạo luật chỉ Sinhala, và cũng biến Sinhala trở thành ngôn ngữ được giảng dạy trong các trường học và đại học. Điều này đã gây ra bạo loạn với người Tamil, vì họ nói tiếng Tamil và nó không được công nhận là ngôn ngữ chính thức. Những cuộc bạo loạn này lên đến đỉnh điểm trong vụ ám sát thủ tướng, Bandaranaike. Người vợ góa của ông là Sirimavo Bandaranaike kế vị chồng làm lãnh đạo SLFP và được bầu làm nữ thủ tướng đầu tiên trên thế giới. Năm 1957, các căn cứ của Anh bị dỡ bỏ và Ceylon chính thức trở thành quốc gia "không liên kết". Đạo luật Ruộng đất, đứa con tinh thần của Philip Gunawardena, đã được thông qua, mang lại cho những người nông dân nhiều quyền hơn so với những địa chủ vắng mặt.
Cuộc bầu cử vào tháng 7 chứng kiến Sirimavo Bandaranaike trở thành nữ lãnh đạo chính phủ được bầu đầu tiên trên thế giới. Chính phủ của bà tránh đối đầu thêm với người Tamil, nhưng các chính sách chống cộng sản của Chính phủ Hoa Kỳ đã dẫn đến việc Hoa Kỳ cắt viện trợ và khủng hoảng kinh tế ngày càng gia tăng. Sau một nỗ lực đảo chính của quân đội cánh hữu chủ yếu không theo đạo Phật và các sĩ quan cảnh sát nhằm đưa UNP trở lại nắm quyền, Bandaranaike đã quốc hữu hóa các công ty dầu mỏ. Điều này dẫn đến việc các tập đoàn dầu mỏ tẩy chay đất nước, vốn đã bị phá vỡ với sự trợ giúp từ Hợp tác xã các nhà sản xuất dầu mỏ Kansas.
Năm 1962, dưới chính phủ SLFP, nhiều tài sản kinh doanh của phương Tây đã bị quốc hữu hóa. Điều này gây ra tranh chấp với Hoa Kỳ và Vương quốc Anh về bồi thường cho các tài sản bị tịch thu. Những chính sách như vậy đã dẫn đến sự suy giảm tạm thời quyền lực của SLFP và UNP đã giành được ghế trong Quốc hội. Tuy nhiên, đến năm 1970, SLFP lại một lần nữa chiếm ưu thế.
Năm 1964, Bandaranaike thành lập một chính phủ liên minh với LSSP, một đảng Trotskyist với Tiến sĩ N.M. Perera là Bộ trưởng Bộ Tài chính. Tuy nhiên, sau khi Sirimavo không thỏa mãn được phe cực tả, Mặt trận Giải phóng Nhân dân Marxist đã cố gắng lật đổ chính phủ vào năm 1971.
Cuộc nổi dậy đã bị dập tắt với sự trợ giúp của Anh, Liên Xô và Ấn Độ vào năm 1972. Cùng năm đó, quốc gia này chính thức trở thành một nước cộng hòa trong Khối thịnh vượng chung và được đổi tên thành Sri Lanka, với William Gopalawa là tổng thống đầu tiên.

## Danh sách nguyên thủ quốc gia
Từ năm 1948 đến năm 1972, nguyên thủ quốc gia Ceylon cũng chính là quốc vương của Vương quốc Anh. Toàn quyền Ceylon thi hành nhiệm vụ của nguyên thủ quốc gia.
| Các quân chủ Ceylon, 1948–1972 |              |                      |                                          |                    |                                  |                                          |                    |
| Chân dung                      | Tên          | Năm sinh             | Trị vì                                   | Qua đời            | Phối ngẫu                        | Mối quan hệ với (những) người tiền nhiệm | Gia đình hoàng gia |
|                                | George VI    | 14 tháng 12 năm 1895 | 4 tháng 2 năm 1948 – 6 tháng 2 năm 1952  | 6 tháng 2 năm 1952 | Elizabeth Bowes-Lyon             | Không có (vị trí được tạo)               | Windsor            |
|                                | Elizabeth II | 21 tháng 4 năm 1926  | 6 tháng 2 năm 1952 – 22 tháng 5 năm 1972 | 8 tháng 9 năm 2022 | Philippos của Hy Lạp và Đan Mạch | Con gái của vua George VI                | Windsor            |